# Achtung Abzocke
Achtung Abzocke ist eine seit dem Jahr 2015 vom Fernsehsender Kabel Eins ausgestrahlte Reportagereihe, die von dem Journalisten Peter Giesel produziert und moderiert wird. Die Sendung ist dabei in zwei Hauptformate unterteilt. Zum einen die Sendung Achtung Abzocke – Urlaubsbetrügern auf der Spur und zum anderen Achtung Abzocke – Wie ehrlich sind Deutschlands Handwerker?. Ein weiterer Ableger der Reihe ist Achtung Abzocke – Peter Giesel rettet den Urlaub.

## Formate

### Achtung Abzocke – Urlaubsbetrügern auf der Spur
Dies ist das Hauptformat von Achtung Abzocke und wird seit 2015 von Kabel Eins ausgestrahlt. Im Rahmen der Sendung ist Peter Giesel mit seinem Team weltweit Betrügern auf der Spur und versucht, deren Machenschaften aufzudecken, um so die Zuschauer zu warnen. Nicht selten geht er dabei Zuschauerhinweisen nach oder trifft sich mit ortskundigen Experten. Die Dreharbeiten finden dabei in den meisten Fällen mit versteckter Kamera statt. Häufige Schauplätze seiner Auslandsreportagen sind Thailand, Italien, Spanien und die Tschechische Republik.

### Achtung Abzocke – Wie ehrlich sind Deutschlands Handwerker?
Im Rahmen des Formats testet Giesel seit 2018, meist in Anwesenheit eines Experten, verschiedene Handwerker auf ihre Ehrlichkeit gegenüber vermeintlichen Kunden. Die Dreharbeiten finden ebenfalls mit versteckter Kamera statt. 

### Achtung Abzocke – Peter Giesel rettet den Urlaub
Giesel berichtet unter anderem über Betrugsfälle der aktuellen Urlaubssaison. Im Zuge dessen trifft er Deutsche, welche Opfer von Betrugsmaschen geworden sind. Vor Ort hilft Giesel ihnen und versucht, die Verantwortlichen zur Verantwortung zu ziehen.

### Achtung Abzocke – Betrügern auf der Spur
Egal ob Identitätsdiebstahl, Bankbetrug oder dubiose Smartphonegeschäfte; in diesem Ableger hilft Giesel Opfern, die von Betrügern verschiedenster Art in Deutschland um ihr Geld oder eine Leistung gebracht wurden. Im Zuge dessen deckt er die Maschen der Betrüger auf und versucht auch, die Hintermänner zu finden. Außerdem erklärt er den Zuschauern, wie sie sich am besten vor den Abzockmaschen schützen können.

### Achtung Abzocke als Rubrik des K1-Magazins und der Boulevardsendung Taff
Meist nach jeder ausgestrahlten Folge von Achtung Abzocke folgte in der darauffolgenden Ausgabe des 2024 eingestellten K1-Magazins ein längerer Beitrag zu den Recherchen und Ergebnissen von Peter Giesel. Auch in der Boulevardsendung Taff werden manchmal Beiträge von den Recherchen Giesels gezeigt.

## Produktion
Die Produktion der Achtung Abzocke – Formate erfolgt durch Giesels eigene Produktionsfirma Uptown Media in Zusammenarbeit mit Endemol Shine Germany.

## Rezeption
Im Schnitt erreichen die Ausgaben knapp sieben Prozent Marktanteil bei den 14- bis 49-Jährigen – bei einem Senderschnitt von fünf Prozent. Die Einschaltquote beträgt dabei im Durchschnitt 1,2 Millionen Zuschauer. Am 1. Juli 2021 wurde mit 9,5 % der bis heute höchste Marktanteil erreicht.